# Beauvechain
Beauvechain (en valón Bôvètché,  en neerlandés  Bevekom ) es un municipio francófono y una localidad de Bélgica localizado en la provincia del Brabante Valón en la Región Valona. El 1 de enero de 2019, tenía 7.243 habitantes. Su área total es de 38,58 km², 187 habitantes/ km².

## Geografía

### Secciones del municipio
El municipio comprende los antiguos municipios, que se fusionaron en 1977:
| - Beauvechain - Tourinnes-la-Grosse - Hamme-Mille - Nodebais - L'Écluse |

## Demografía

### Evolución
Todos los datos históricos relativos al actual municipio, el siguiente gráfico refleja su evolución demográfica, incluyendo municipios después de efectuada la fusión el 1 de enero de 1977.
| Gráfica de evolución demográfica de Beauvechain entre 1846 y 2020 |
|                                                                   |

## Enlaces externos

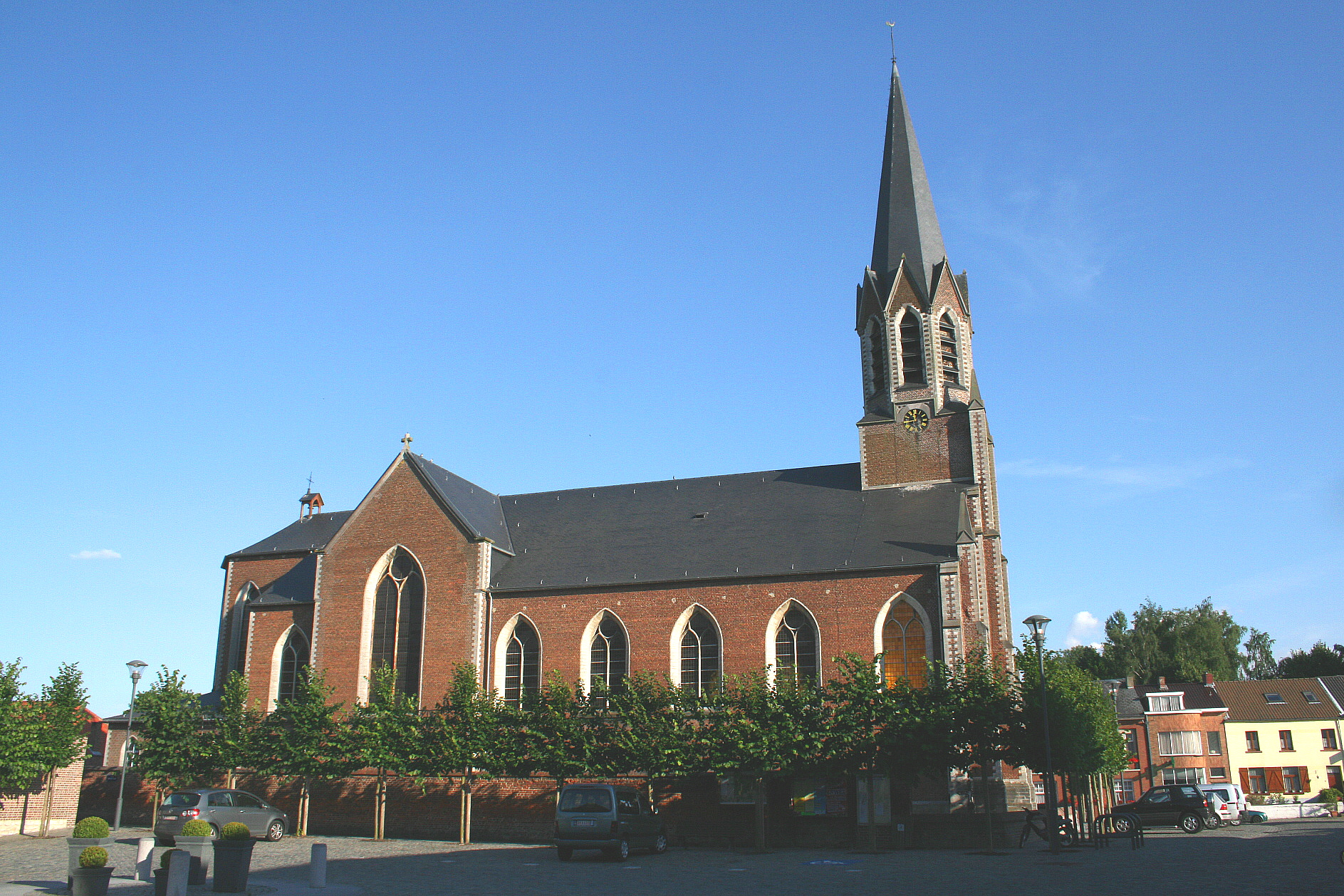
Beauvechain, Iglesia del Santo Suplicio (1853-1860).

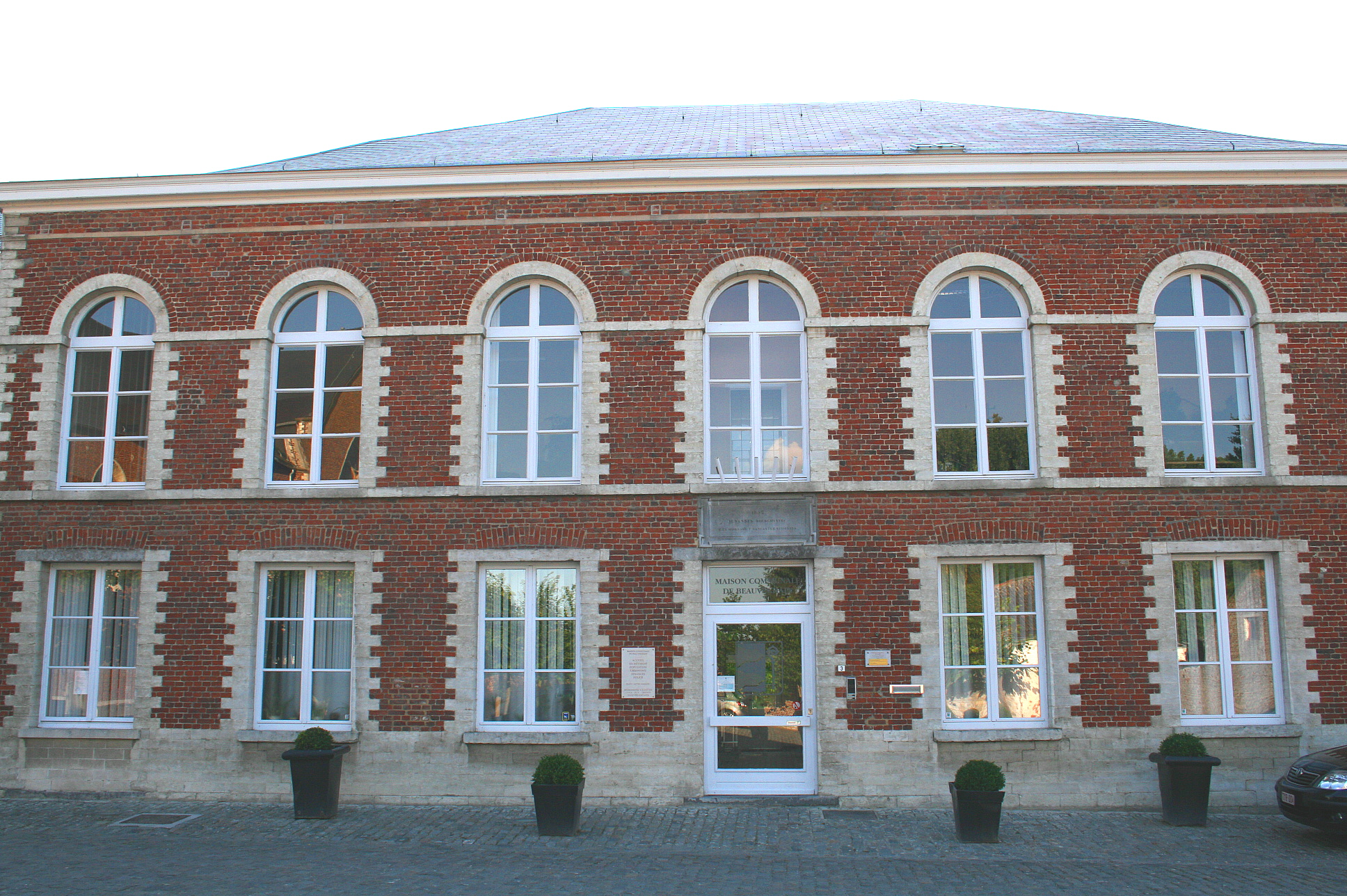
Beauvechain, centro de la localidad.